# Philippe Bana
Pour les articles homonymes, voir Bana.
Philippe Bana, né le 30 juillet 1957 à Issy-les-Moulineaux, est un entraîneur de handball, directeur technique national depuis 1999 et président de la Fédération française de handball (FFHB) à partir du 28 novembre 2020.

## Carrière
Philippe Bana est professeur d'EPS, avant de devenir conseiller technique régional. En 1983, Philippe Bana décide d'apporter son concours à l'entraînement de l'équipe 1 du Aix UC et permet au club d'accéder à la Nationale II dès sa première saison. En 1985, il succède à Daniel Costantini en tant qu'entraineur du Stade Marseillais UC. En 1988, après une décevante sixième place en Championnat, Philippe Bana souhaite prendre du recul et devient directeur sportif du SMUC, le Yougoslave Michel Obradovic étant le nouvel entraineur.
En 1989, le club devient le Vitrolles/SMUC puis l'OM Vitrolles. Bana redevient alors entraîneur jusqu’en 1992, après avoir permis au club de devenir vice-champion de France et finaliste de la Coupe de France.
Il rédige en 1995 un rapport stratégique, qui devient le plan de développement de la Fédération française de handball (FFHB) de laquelle il devient directeur technique national adjoint.
Il est directeur technique national de la FFHB depuis 1999.
Il est exclu de la commission d'organisation et de compétition (COC) de la Fédération internationale de handball (IHF) en avril 2019 après s'être positionné contre le rythme des matchs imposés aux handballeurs ; il est réintégré en juillet 2019, en même temps que les décisions de l'IHF d'augmenter les effectifs participant aux Mondiaux de deux joueurs ainsi que l'ajout d'un jour de repos obligatoire entre deux matches.
Le 28 novembre 2020, Bana est élu avec 57,54 % des suffrages exprimés, soit 12 763 voix et devient le 7e Président de la FFHB. La liste de l'ancien emblématique directeur technique national (1999-2020) "Handball 2024, jouons collectif" a obtenu la majorité lors d'un vote électronique, devançant celles de Jean-Pierre Feuillan (32,51 %) et d'Olivier Girault (9,95 %). Il succède à Joël Delplanque, qui se retire après douze années en poste.

## Distinctions
- Chevalier de l'ordre national du Mérite (décret du 14 décembre 2002)[10]